# Jaguar Mark V
Jaguar Mark V (udtalt mark fem) er en luksusbil bygget af Jaguar Cars Ltd i Coventry i England fra 1948 til 1951. Den blev fremstillet i en 4-dørs sedan og en 2-dørs cabriolet kendt som Drop Head Coupé; begge versioner med plads til fem voksne.
Det er den første Jaguar med række nye teknikske løsninger som bl.a. uafhængig forhjulsaffjedring, den første med hydrauliske bremser, den første specifikt designet til både at blive produceret i en højre- og venstrestyret version, den første med forsejlede forlygter og blinklys der var vigtigt for det amerikanske marked. Det var den sidste model, der bruge en motor med stødstang (pushrod).